# Eric Radcliffe
Eric Radcliffe (también conocido como E.C. Radcliffe) es un ingeniero de sonido y productor que trabajó con varias bandas de principios de la década de 1980 en Basildon, Inglaterra. También fue el dueño de los Blackwing Studios.

## Historia
Eric Charles Radcliffe comenzó su carrera en 1980 en Mute Records, trabajando junto a Daniel Miller. Su primer trabajo como productor fue con Fad Gadget, donde también toca la guitarra y el bajo.
En 1981, fue junto con John Fryer, el ingeniero de sonido del álbum debut de Depeche Mode, Speak & Spell.
Desde 1982 -junto a Vince Clarke- fue el productor de los dos álbumes de la banda Yazoo. De hecho, el álbum debut de Yazoo tiene su nombre incluido: Upstairs at Eric's.
Tras la separación de Yazoo, Radcliffe y Clarke siguieron trabajando juntos. En 1983, bajo el nombre de The Assembly contrataron a Feargal Sharkey y realizaron el sencillo «Never Never», que ocupó el puesto número 4 del ranking inglés.
Clarke y Radcliffe también fundaron el sello discográfico Reset Records, que publicó varios sencillos con Robert Marlow, entre otros.
Como remezclador hizo trabajos para Depeche Mode, Yazoo y Erasure.
Sus últimos trabajos con Erasure los realizó para el álbum The Innocents, en especial para el sencillo «Ship of Fools».
Eric Radcliffe vive retirado de la industria de la música en Gravesend, Kent, con sus tres hijas.

## Trabajos más destacados
- Fad Gadget - Fireside Favourites (1980)
- Fad Gadget - Incontinent (1981)
- Depeche Mode - Speak & Spell (1981)
- Yazoo - Upstairs at Eric's (1982)
- Depeche Mode - A Broken Frame (1982)
- Yazoo - You and Me Both (1983)
- The Assembly - Never Never (1983)
- Duet Emmo - Or So It Seems (1983)
- Robert Marlow - The Peter Pan Effect (1999)